# Helmut G. F. Winkler
Helmut Gustav Franz Winkler (* 3. April 1915 in Kiel; † 10. November 1980 in Göttingen) war ein deutscher Mineraloge und Hochschullehrer in Göttingen und Marburg. Er gilt als einer der Begründer der experimentellen Petrologie in Deutschland und verfasste ein Lehrbuch zur metamorphen Petrologie, das lange Zeit als Standardwerk galt und fünf Auflagen in deutscher und englischer Sprache sowie Übersetzungen ins Französische, Spanische, Portugiesische und Russische erlebte.

## Leben
Winkler studierte Mineralogie, Geologie und Chemie an der Universität Rostock, unter anderem bei Carl Wilhelm Correns, bei dem er auch 1938 mit einer Arbeit zur Thixotropie von Mineralpulvern promovierte. Danach leistete er seinen Militärdienst ab und nahm bis 1944 am Zweiten Weltkrieg teil, bevor er auf Veranlassung seines ehemaligen Lehrers als Forschungsassistent wieder in Rostock arbeiten konnte. Durch seine Arbeiten erwarb er sich internationales Renommee, was ihm 1948 eine Einladung für ein Jahr als Gastwissenschaftler nach Leeds einbrachte. Nach seiner Rückkehr wurde er 1949 Direktor des neu gegründeten Kristallographischen Institutes in Göttingen und 1951 erhielt er Rufe auf drei verschiedene Professorenstellen, von denen er dem Ruf auf den Lehrstuhl am Mineralogischen Institut in Marburg folgte. Im Jahre 1962 kehrte er als Nachfolger von Correns nach Göttingen zurück, wo er bis zu seiner Emeritierung 1976 lehrte.

## Forschungsarbeiten
Winkler beschäftigte sich in seiner Rostocker Zeit vorwiegend mit der Struktur und den physikalischen Eigenschaften von Kristallen. Sein erstes Buch Struktur und Eigenschaften der Kristalle wurde 1950 veröffentlicht. In Marburg setzte er diese Arbeiten fort, widmete sich aber zunehmend der Untersuchungen von Tonmineralen und ihren Verwendungsmöglichkeiten in der keramischen Industrie. Bei einem Besuch in den USA lernte er neu entwickelte Hochdruckapparaturen kennen, deren Potential zur Erforschung von Mineralien und deren Reaktionen in metamorphen Gesteinen bei unterschiedlichen Drücken und Temperaturen er erkannte. Diesem Thema widmete er sich in der Folgezeit und begründete damit einen neuen Zweig einer experimentell ausgelegten Petrologie. Seine Experimente lieferten den Nachweis, dass sich Granite und verwandte Gesteine bei Bedingungen hochgradiger Metamorphose als Schmelzen aus metamorphen Ausgangsgesteinen entwickeln, womit er die Frage beantworten konnte, weshalb in alten Kratonen Granite so verbreitet sind.

## Ehrungen
- Ehrenmitgliedschaft der Geological Society of America
- 1966 Mitgliedschaft in der Akademie der Wissenschaften zu Göttingen[1]
- 1977 wird Winkler die Abraham-Gottlob-Werner-Medaille der Deutschen Mineralogischen Gesellschaft verliehen. Im gleichen Jahr erhält er auch die Hans-Stille-Medaille der Deutschen Geologischen Gesellschaft
- ein 1979 neu entdecktes Mineral erhält ihm zu Ehren den Namen Helmutwinklerit.[2]
- 1985 wurde der Winklergletscher in der Antarktis nach ihm benannt.

## Werke (Auswahl)
- Petrogenesis of Metamorphic Rocks. 5. Auflage, 348 S., Springer-Verlag, New York, Heidelberg, Berlin, 1979. ISBN 3-540-90413-1
- Viel Basalt und wenig Gabbro – wenig Rhyolith und viel Granit. Beitr. Mineral. Petr. 8, 222–231 (1962)
- Struktur und Eigenschaften der Kristalle: Eine Einführung in die geometrische, chemische und physikalische Kristallkunde. 2. Auflage, 314 S., Springer-Verlag, Berlin, Göttingen, Heidelberg, 1955.